# Platyrhacus crassacus
Platyrhacus crassacus är en mångfotingart som beskrevs av Carl Graf Attems 1914. Platyrhacus crassacus ingår i släktet Platyrhacus och familjen Platyrhacidae. Inga underarter finns listade i Catalogue of Life.